# Taku Akahoshi
Taku Akahoshi (Fukuoka, 21 april 1984) is een Japans voetbaldoelman die sinds 2007 voor de Japanse eersteklasser Sagan Tosu uitkomt. 